# Pascal van Assendelft
Pascal van Assendelft (Leidschendam, 6 oktober 1979) is een Nederlandse voormalige atlete uit Den Haag, die was gespecialiseerd in de sprint. Ze werd zevenmaal achter elkaar Nederlands indoorkampioene op de 60 m. Ook nam ze eenmaal deel aan de Olympische Spelen, maar won hierbij geen medailles.

## Biografie

### Eerste internationale ervaringen
Vanaf haar dertiende was Van Assendelft lid van Haag Atletiek. In 2001 deed ze mee aan de Europese jeugdkampioenschappen onder 23 jaar in Amsterdam. In het Olympisch Stadion sneuvelde zij zowel op de 100 m als de 200 m in de halve finale. In 2003 deed ze mee aan de 4 x 100 m estafette op de wereldkampioenschappen in Parijs, maar werd uitgeschakeld in de halve finale.

### Deelname aan Olympische Spelen
In 2004 vertegenwoordigde Pascal van Assendelft Nederland op de Olympische Spelen van Athene. Ze was op de 4 x 100 m estafette als tweede loopster opgesteld. Haar teamgenotes waren: Joan van den Akker, Jacqueline Poelman en Annemarie Kramer. Helaas ging de eerste wissel tussen Jacqueline Poelman en Joan van den Akker mis, waardoor Nederland meteen was uitgeschakeld.

### Drievoudig kampioene in 2007
Op de Golden Spike in 2006 eindigde ze met 12,08 s op de 100 m als tweede achter Anyika Onuora uit Engeland. Ook werd ze dat jaar bij de Nederlandse kampioenschappen in 11,78 s tweede op de 100 m achter Jacqueline Poelman (11,56). Op de 200 m werd ze eveneens tweede (23,78), opnieuw achter Poelman (23,42).
Op 19 februari 2007 werd ze in Gent voor de zevende maal Nederlands kampioene op de 60 m. Ze finishte in 7,54 vlak voor Eugenie Kool, die 7,69 nodig had. Ook werd ze dit jaar bij de nationale baankampioenschappen in Amsterdam voor het eerst Nederlands dubbelkampioene op de 100 en 200 m.

### Einde atletiekloopbaan
Op 18 december 2007 maakte Pascal van Assendelft bekend, dat zij besloten had om een punt te zetten achter haar actieve atletiekloopbaan. De 28-jarige atlete had haar besluit genomen, nadat ze zich het achterliggende jaar op haar specialiteit niet meer had weten te verbeteren.
Gedurende haar atletiekloopbaan werd ze gesponsord door ASICS, Franco Canadian Holland.
In 2005 studeerde Van Assendelft af aan de Hogeschool voor de Kunsten Utrecht. Van beroep is ze Interaction Designer.

## Nederlandse kampioenschappen
Outdoor
| Onderdeel | Jaar |
| --------- | ---- |
| 100 m     | 2007 |
| 200 m     | 2007 |

Indoor
| Onderdeel | Jaar                                     |
| --------- | ---------------------------------------- |
| 60 m      | 2001, 2002, 2003, 2004, 2005, 2006, 2007 |

## Persoonlijke records
Outdoor
| Onderdeel | Prestatie | Datum        | Plaats      |
| --------- | --------- | ------------ | ----------- |
| 100 m     | 11,50 s   | 6 juli 2002  | Sittard     |
| 200 m     | 23,65 s   | 30 juni 2002 | Stadskanaal |

Indoor
| Onderdeel | Prestatie | Datum            | Plaats    |
| --------- | --------- | ---------------- | --------- |
| 50 m      | 6,49 s    | 25 januari 2003  | Zuidbroek |
| 60 m      | 7,40 s    | 21 februari 2004 | Gent      |

## Prestatieontwikkeling
| Jaar | 100 m   | 200 m   |
| ---- | ------- | ------- |
| 2001 | 11,79 s | 24,08 s |
| 2002 | 11,50 s | 23,65 s |
| 2003 | 11,54 s | 23,88 s |
| 2004 | 11,57 s | 23,82 s |
| 2005 | 11,73 s | 23,84 s |
| 2006 | 11,77 s | 23,78 s |
| 2007 | 11,66 s | 23,86 s |

## Palmares

### 60 m
- 2001:  NK indoor - 7,60 s
- 2002:  NK indoor - 7,43 s
- 2003:  NK indoor - 7,46 s
- 2004:  NK indoor - 7,40 s
- 2005:  NK indoor - 7,49 s
- 2006:  NK indoor - 7,41 s
- 2007:  NK indoor - 7,54 s

### 100 m
- 2001:  NK - 11,87 s (+0,2 m/s)
- 2002:  NK - 11,53 s (+2,2 m/s)
- 2003:  Ter Specke Bokaal in Lisse - 11,57 s (+3,0 m/s)
- 2003: 7e FBK Games - 11,94 s (-1,6 m/s)
- 2003:  Gouden Spike - 11,58 s
- 2003:  NK - 11,66 s
- 2004:  NK - 11,57 s
- 2005:  NK - 11,77 s
- 2006:  NK - 11,78 s
- 2007:  NK - 11,79 s

### 200 m
- 2001:  NK - 24,18 s (+0,1 m/s)
- 2002:  NK - 23,66 s (+4,4 m/s)
- 2004:  NK - 23,73 s
- 2006:  NK - 24,12 s
- 2007:  NK - 23,86 s

### 4 x 100 m
- 2002: DQ in series EK
- 2003: 5e in series WK - 43,96 s
- 2004: DNF in kwal. OS
- 2005: DQ in series WK